# Daniel Giovannangeli
Daniel Giovannangeli est un philosophe ayant la double nationalité française et belge, né en 1944 à Saigon d'une famille d'origine corse, et pupille de la nation.

## Biographie
Professeur à l'Université de Liège jusqu'en 2009, il a également enseigné, en tant que professeur invité, à l'Université de Nice Sophia Antipolis et, dans le cadre de la Chaire Francqui, à l'Université libre de Bruxelles.
Auteur, dès 1974, d'une thèse de doctorat portant sur Jacques Derrida dans sa relation critique à la phénoménologie et au structuralisme, il a notamment publié des analyses consacrées aux phénoménologues français (Maurice Merleau-Ponty, Jean-Paul Sartre, Raymond Aron, Yvonne Picard, Tran Duc Thao, Paul Ricœur, Mikel Dufrenne, Claude Lefort, Michel Henry, Max Loreau, Gérard Granel, Dominique Janicaud, Jean-François Courtine, Bruce Bégout) ainsi qu'à Descartes et Kant, eux-mêmes étudiés à la lumière de la phénoménologie.
Son travail développe progressivement une réflexion sur l'esthétique transcendantale, qui le conduit à mettre l'accent sur les concepts de passivité et de retard d'une part, de spontanéité et de fiction de l'autre.
Il est directeur  de la collection « Le point philosophique » et codirecteur de la collection « L'atelier  philosophique» aux Éditions De Boeck. Il est cofondateur du  « Groupe "Phénoménologies" » de l'Université de Liège.

## Œuvres
- Écriture et répétition. Approche de Derrida, Paris, 10/18, 1979.
- La Fiction de l'être. Lectures de la philosophie moderne, Bruxelles, De Boeck, 1990.
- La Passion de l'origine. Recherches sur l'esthétique transcendantale et la phénoménologie, Paris, Galilée, 1995.
- Le Retard de la conscience. Husserl, Sartre, Derrida, Bruxelles, Ousia, 2001.
- Finitude et représentation. Six leçons sur l’apparaître. De Descartes à l’ontologie phénoménologique, Bruxelles, Ousia, 2002.
- Figures de la facticité. Réflexions phénoménologiques, Bruxelles, Peter Lang, 2010.
- La Phénoménologie partagée, Liège, Presses Universitaires de Liège, 2017.